# Cerro Palmarejo
El Cerro Palmarejo es una formación montañosa ubicada en el extremo norte del estado Cojedes en Venezuela. A una altura promedio de 863 m s. n. m., el Cerro Soledad es una de las montañas más altas en Cojedes.

## Ubicación
El Cerro Palmarejos es parte de una región montañosa entre las ciudades de Manrique y Macapo del municipio Lima Blanco al norte de Cojedes. Colinda hacia el norte con el Cerro Soledad (765 m s. n. m.), el caserío «El Guamal» y hacia el sur se acientan los caseríos «Los Guajiros» y «El Valle».